# Wojciech Jaskólski
Wojciech Jaskólski herbu Leszczyc (zm. po 1696) – towarzysz pancerny, pułkownik piechoty wojsk koronnych, starosta stuleński i krzemieńczucki.

## Życiorys
Pochodził z Wielkopolski, z zamożnej rodziny szlacheckiej Jaskólskich herbu Leszczyc, wywodzącej się z Jaskółek w ziemi kaliskiej. Był synem Piotra. Brat jego ojca Mariusz Stanisław Jaskólski był wojewodą podolskim i pułkownikiem wojsk koronnych, Wojciech pod wpływem stryja rozpoczął w latach 70. XVII w. służbę w wojsku koronnym, zaciągnął się jako towarzysz do chorągwi pancernej wojewody bracławskiego Jana Gnińskiego, od 1677 był chorążym tej formacji. W 1683 został podpułkownikiem i dowódcą regimentu piechoty J. Gnińskiego.
Wziął udział w kampanii wiedeńskiej. Wyróżnił się podczas walk w Mołdawii w 1686, dowodził wówczas dwoma regimentami piechoty i chorągwią jazdy wołoskiej, obsadził załogą forty w Linowcach i pod Ostrzycą, osłaniał szlaki komunikacyjne do Rzeczypospolitej. W latach 1690–1696 był pułkownikiem i szefem regimentu piechoty, brał udział w walkach z Turkami.
Po śmierci stryja, został mianowany w jego miejsce starostą stuleńskim i krzemieńczuckim, odziedziczył także rodowe majątki ziemskie Grodziec, Królików i Junno w kaliskiem.

## Rodzina
Poślubił Ludwikę z Ciświckich, z tego związku synowie: Jan i Józef. Jego brat Stanisław był skarbnikiem owruckim.
Wojciech Jaskólski zmarł po 1696.